# 魂が叫べ
 魂が叫べ（たましいがさけべ）は、2021年4月20日に始動した音楽プロジェクト。

## 概要
世界中が認識している『人間の声』 …身体が楽器であること・生命そのものである『叫び/歌』
と日本が世界に誇る『和太鼓』 …『打ち込む』という言葉からも感じる、品を伴う真っ直ぐに強くある日本の姿。
共に大きな存在感を持つ「声と和太鼓」を融合させ、一つの舞台を作ります。 ここに篠笛、弦楽器、キーボードなどを融合させ、生命力溢れる音楽空間を創り、広く社会 へ発信していくことを目的としています。 日本国内での活動はもとより、世界を視野に入れています。
―公式サイトより

## メンバー
- 大多和 正樹（和太鼓）
- 濱田 貴司（キーボード）
- 東 美加（ボーカル）
- 山田 路子（篠笛・能管）
- 今泉 光（和太鼓）
- 森澤 良太（和太鼓）
- 神崎 誠一（ボーカル、叫び）

## ライブ
- 打撃と叫び[1]（2021年4月20日、場所：月見ル君想フ）
- 打撃と叫び -2-（2022年12月1日、場所：新宿MARZ）

## イベント
- 第6回西東京ペデライブ[2]（2022年5月15日、場所：田無駅北口ペデストリアンデッキ）
- 田無神社 例大祭[3]（2022年10月9日、場所：田無神社舞殿）
- 田無神社 例大祭[4]（2023年10月14日宵宮祭、場所：田無神社舞殿）